# Leptoconops americanus
Leptoconops americanus är en tvåvingeart som beskrevs av Carter 1921. Leptoconops americanus ingår i släktet Leptoconops och familjen svidknott. Inga underarter finns listade i Catalogue of Life.